# 81-es főút
81-es főút (ungarisch für ‚Hauptstraße 81‘) ist eine ungarische Hauptstraße. Sie zweigt in Székesfehérvár (deutsch: Stuhlweißenburg) von der 8-as főút ab und führt in nordwestlicher Richtung über Mór und Kisbér, wo die 13-as főút nach Komárom (deutsch: Komorn) abzweigt, nach Győr (deutsch: Raab), wo sie an der 1-es főút endet und von der 14-es főút zur Grenze zur Slowakei fortgesetzt wird. Südlich von Győr quert sie die Autobahn Autópálya M1.
Die Gesamtlänge der Straße beträgt rund 81,35 Kilometer.

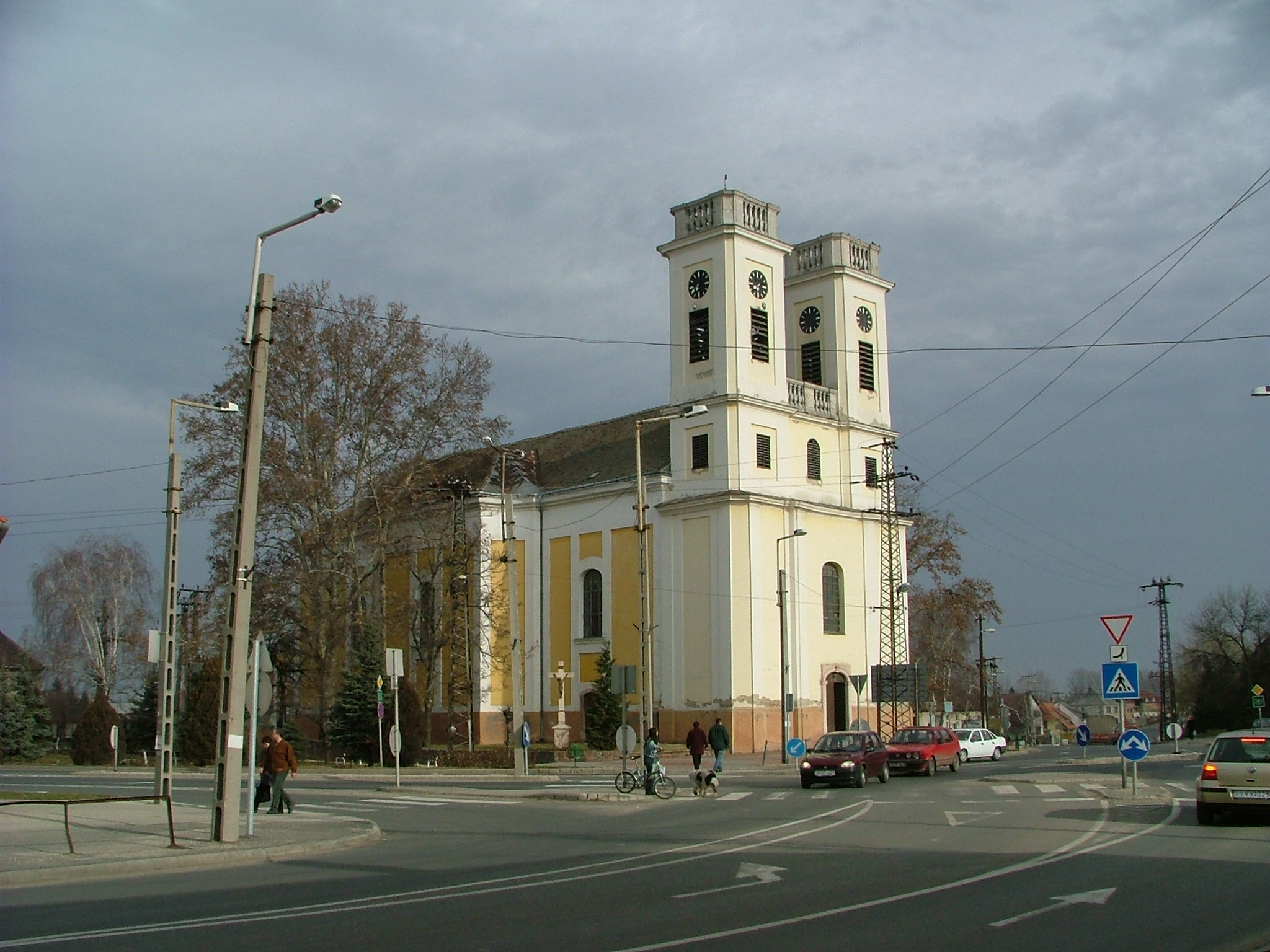
Die Straße an der katholischen Kirche von Kisbér (Aufnahme 2004)